# 長野県阿南高等学校
長野県阿南高等学校（ながのけん あなんこうとうがっこう）は、長野県下伊那郡阿南町北条にある公立高等学校。
長野県で最も南にある高等学校。
長野県下伊那郡阿南地区14ヶ村組合立高校として泰阜村地籍の仮校舎で開校した。昭和25年5月第一期校舎及び付属施設が地元負担で建設され、同年7月1日付県立高校に移管され同年10月落成式、開校式典が催された。
昭和26年に定時制設置、下伊那農業高校定時制6分校が阿南高校に移管された。昭和47年には定時制は全て廃止となった。
1学年の募集定員は最大時225名、1997年から120名となっていたが、2019年に80名に減員された。
かつては愛知県北設楽郡豊根村富山地区や静岡県水窪町（現・浜松市天竜区）からの進学もあったが現在はない。
文化祭は「阿南祭」と称し、その名称は校名に由来する。

## 沿革
- 1950年4月7日 - 組合立下伊那阿南高等学校として開校
- 1950年7月1日 - 県立に移管
- 1951年4月1日 - 定時制課程を併設（大下条分校、下條村分校、富草村分校、旦開村分校、平岡村分校、和田村分校）。長野県下伊那農業高等学校から柿の分校を移管
- 1953年3月31日 - 平岡村分校を廃止
- 1953年4月1日 - 和田村分校を遠山分校に改称
- 1955年3月31日 - 富草村分校を廃止
- 1958年4月1日 - 長野県阿南高等学校に改称
- 1963年3月31日 - 下条分校を廃止
- 1968年3月31日 - 遠山分校を廃止
- 1970年3月31日 - 新野分校を廃止
- 1972年3月31日 - 定時制を廃止
- 1997年4月1日 - コース制（進学、情報、福祉）を導入
- 2002年4月1日 - 情報コースを情報ビジネスコースに改称

## 教育目標
- 基本的生活・学習習慣の確立の上にたち、学習や特別活動に主体的に取り組み、一人一人の個性・能力を最大限に伸ぱし、自ら希望する進路実現を果たす。
- モットー　永えに地域のシンボルたれ

## 部活動
漕艇部
昭和28年発足、天竜川平岡ダムのダム湖を利用し活動。昭和60年平岡ダムの土砂堆積により河床が上昇し流れが急峻となったことでボートに不向きとなり廃部となる。交通や施設のハンデを克服して地域や同窓生の期待を集めていたが自然の力に勝てずに廃部となる。昭和30年には諏訪湖で諏訪清稜、岡谷南高とともに3校対抗レースが行われた。約30年の歴史の中で県代表インターハイ23回、国体10回、中日レガッタでの優勝などがある。最高位国体５位入賞の記録がある。現在、校内に1艇「りゅうな」が保存されている。漕艇部廃部と同時期に川田新グラウンドが完成した。川田グランドは主に硬式野球部が活動の拠点としている。
郷土芸能同好会
高校周辺は国重要無形民俗文化財に指定されている新野の雪まつり、和合の念仏踊り、遠山の霜月祭りなどが残り民俗芸能の宝庫である。高校には、郷土芸能同好会があり、2015年には全国総合文化祭にも出場している。

## 出身者
- 峰竜太 - 俳優、タレント、テレビ司会者
- ニッチロー - ものまねタレント
- 宮島喜文 - 財務大臣政務官、日本臨床衛生検査技師会会長、参議院議員

## 校章
稲を三角形状にデザインし、中に高の文字。

## カラー
エンジ色

## 校歌・応援歌
- 校歌（作詞：土岐善麿 作曲：信時潔）
- 第一応援歌（遥かなる栄光)
- 第二応援歌（いざ起て選手）
- 第三応援歌 (秋空高く)
- 阿南高等学校賛歌
- 阿南クルーの歌

## 最寄駅
- 東海旅客鉄道飯田線：温田駅